# Preeksa järv
Preeksa järv är en sjö i sydöstra Estland. Den ligger i Haanja kommun och i landskapet Võrumaa, 240 km sydost om huvudstaden Tallinn. 
Preeksa järv ligger 182 meter över havet. Storleken är 0,15 kvadratkilometer och det maximala djupet är 4,8 meter. Den avvattnas av Kuura jõgi.